# Виртуальная служба знакомств

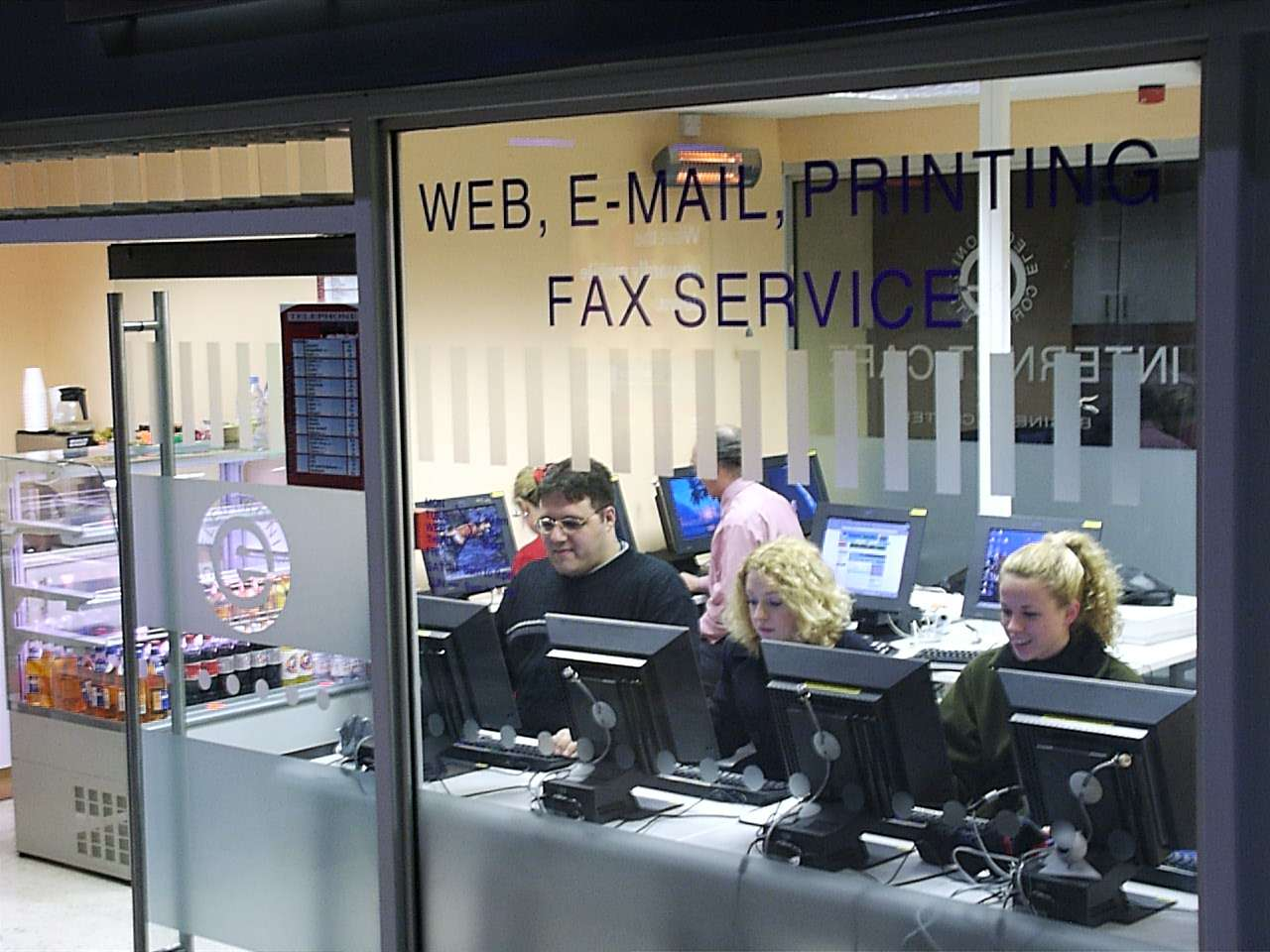
Пример сервиса знакомств

Виртуальная служба знакомств — интернет-сервис, предоставляющий пользователям Интернета услуги по виртуальному общению с другими пользователями, аналог реальных служб знакомств. Цели знакомств у различных пользователей могут быть самые разные — виртуальное общение, дружба, серьёзные отношения, создание семьи, секс, виртуальный секс (нередко — всё вместе).
В число пользователей могут входить лица, находящиеся во всех уголках земного шара.

## Механизм работы
Механизм работы в виртуальной службе знакомств следующий: человек, желающий познакомиться, создает анкету в службе знакомств, в которой указывает свой псевдоним (никнейм) и другие параметры, запрашиваемые службой (обычно это пол, возраст, цель знакомства, интересы).
Большинство виртуальных служб знакомств предусматривает возможность загрузки фотографии пользователя, также допускается указание в анкетах контактных данных — телефона, почтового адреса (e-mail), ICQ. На многих сайтах знакомств, помимо анкетного поиска, предоставляются сопутствующие сервисы — веб-форумы, чаты, блоги и видеообщение.
Обычно виртуальные службы знакомств содержат функции поиска анкет по определённым параметрам, указанным при регистрации. Во многих случаях регистрационные данные могут быть изменены пользователем в любой момент, но некоторые не разрешают менять никнейм, или разрешают после проверки брать фотографии только из личного профиля социальной сети. После регистрации пользователь может отправлять сообщения другим пользователям, получать сообщения от других пользователей и отвечать на них. После более или менее продолжительного общения пользователи виртуальных служб знакомств могут продолжить общение «в реале».
Владельцы и администраторы служб знакомств следят за соблюдением порядка, иногда — блокируют пользователей, нарушающих этикет сетевого общения, спамеров перемещают в карантин.

## Оплата услуг
Существуют платные и бесплатные сервисы. Также существует множество сайтов, на которых регистрация бесплатна (и просмотр анкет свободен), но за отправку сообщений нужно платить, зачастую на контрактной основе. Услуги оплачиваются посредством отправки SMS с определённым кодом на номер с повышенным тарифом, а также с помощью различных систем онлайн-платежей.
Доходность виртуальных служб знакомств обеспечивает реклама, а также дополнительные платные услуги, предоставляемые пользователям по их желанию.

## Достоинства и недостатки
Современный сайт знакомств — это разновидность тематической социальной сети со всеми присущими этим сетям достоинствами и недостатками. В данной социальной сети также существуют как реальные, так и виртуальные (то есть не существующие реально) «пользователи», которые регистрируются в ней разными создателями с разными целями.
Главными достоинствами сайтов знакомств являются возможности найти людей за проделами вашего социального круга и далеко за пределами вашей географии (физического расстояния), а также выбрать собеседника (партнера) по критериям, рекламируемый «широкий ассортимент», возможность предварительного виртуального общения и возможность безболезненного прерывания общения с «пользователем», который не понравился, а также быстрота поиска.
Недостатками подобных ресурсов является присутствие на них огромного количества виртуальных «пользователей», созданных разными людьми с разными целями и выдаваемых за реальных, а в случае, если даже «пользователи» реальны, они могут оказаться в реальной жизни не вполне «адекватными» людьми. 
Также часто отмечается попадание многих участников в психологическую зависимость от данного ресурса, когда цель и средство меняются местами (многих ресурс словно «засасывает» иллюзией бесконечно большого выбора, и они под любыми предлогами стараются продлить сам процесс выбора, уже не в состоянии окончательно осуществить само знакомство).
Также очень широко сайтами знакомств пользуются разного рода жулики и обманщики, рекламные агенты, ищущие клиентов проститутки и их диспетчеры и сутенёры, деструктивное поведение которых (ложь, мимикрия под реальных добропорядочных пользователей и т. п.) сильно воздействуют на психику немногих реальных пользователей, вызывая у них глобальное недоверие ко всему ресурсу в целом. Кроме того, многие подобные ресурсы начинают активно спамить пользователей.

## Обман пользователей на сайтах знакомств
С развитием сайтов знакомств очень широкое распространение получило множество способов обмана пользователей на подобных сайтах.
Прежде всего это ряд различных мошеннических действий, использующих сайты знакомств просто как площадку для поиска жертв. Представившись ищущему романтических отношений человеку потенциальным партнёром, злоумышленник сначала входит к нему в доверие, а затем под вымышленными предлогами просит его добровольно посылать деньги, номера банковских счетов, кредитных карт либо информацию, необходимую для кражи идентичности (номера паспортов, национальные идентификационные номера и т. д.).
Ещё большее распространение получило мошенничество путём создания огромного количества фальшивых анкет и фальшивых подтверждений реальности пользователей на сайтах знакомств. Количество фальшивых анкет исчисляется уже десятками миллионов, и сами хозяева сайтов пытаются оправдать это якобы «происками конкурентов», однако, учитывая то, что для активации каждой анкеты на сайтах знакомств давно уже требуется отдельный мобильный телефонный номер, совершенно понятно, что никто, кроме самих хозяев сайтов, не может создавать миллионы фальшивых анкет.
Возбуждаются уголовные дела и проходят судебные процессы как над пользователями, так и над самими владельцами сайтов знакомств, которые в погоне за прибылью создают огромное количество фальшивых анкет и ведут с помощью этих анкет фальшивую переписку с реальными пользователями..
В ответ на жульничество и обман возникло новое поколение сайтов знакомств, которые впускают в систему только после серьезной проверки реальности и адекватности пользователя. Это делается с помощью проверки контента профилей пользователя на Фейсбуке, Линкедин и другими способами.